# Prestine
Prestine (Prèhten in dialetto camuno) è un municipio di 390 abitanti del comune di Bienno. Per preservare la sua identità storica, ha assunto il titolo di Borgo di Prestine con una propria personalità giuridica.
Fino al 2016 ha costituito un comune autonomo, che confinava con i comuni di Bagolino, Bienno, Breno e Niardo.

## Geografia fisica

### Territorio
(Giovanni da Lezze, «Catastico bresciano», 1610)
Il paese è posto in capo alla Val Grigna, raggiungibile dalla strada statale 345 delle Tre Valli

### Clima
I dati provenienti dalla stazione meteorologica di Breno indicano, in base alla media trentennale di riferimento 1961-1990, che la temperatura minima media del mese più freddo, gennaio, si attesta a -5.8 °C, mentre la temperatura massima del mese più caldo, luglio, è di +26.4 °C.
| BRENO              | Mesi | Mesi | Mesi | Mesi | Mesi | Mesi | Mesi | Mesi | Mesi | Mesi | Mesi | Mesi | Stagioni | Stagioni | Stagioni | Stagioni | Anno |
| BRENO              | Gen  | Feb  | Mar  | Apr  | Mag  | Giu  | Lug  | Ago  | Set  | Ott  | Nov  | Dic  | Inv      | Pri      | Est      | Aut      | Anno |
| ------------------ | ---- | ---- | ---- | ---- | ---- | ---- | ---- | ---- | ---- | ---- | ---- | ---- | -------- | -------- | -------- | -------- | ---- |
| T. max. media (°C) | 3,8  | 7,1  | 10,4 | 14,8 | 19,1 | 23,0 | 26,4 | 25,3 | 21,9 | 15,8 | 10,3 | 5,6  | 5,5      | 14,8     | 24,9     | 16,0     | 15,3 |
| T. min. media (°C) | −5,8 | −3,4 | 0,0  | 3,9  | 8,1  | 12,1 | 14,5 | 14,1 | 10,6 | 5,7  | 0,9  | −3,5 | −4,2     | 4,0      | 13,6     | 5,7      | 4,8  |

## Storia

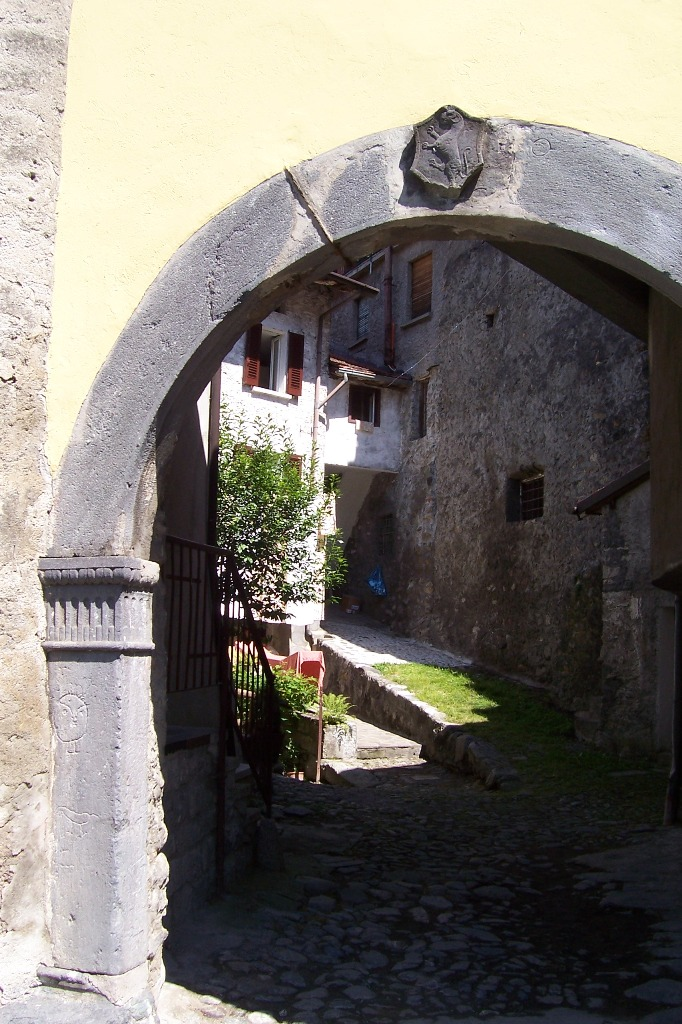
Portale

Il paese, posto in posizione strategica all'ingresso della Valle Camonica sfruttò questo suo vantaggio riuscendo sempre a mantenere una propria indipendenza e a contrattare favorevolmente sia con i Duchi di Milano che con la Serenissima.
Il 17 ottobre 1336 il vescovo di Brescia Jacopo de Atti investe iure feudi dei diritti di decima nei territori di Prestine il comune e gli uomini di Prestine.
Nel 1367 scoppia una lite tra i vicini di Prestine e di Bagolino per il possesso dell'alpe Rondinino.
Alla pace di Breno del 31 dicembre 1397 il rappresentante della comunità di Prestine, Andrea di Albertino Crescini, si schierò sulla sponda ghibellina.
Nel 1433 il Senato Veneto concede a Prestine l'esenzione dalle imposte per 10 anni, a compenso della fedeltà mostrata contro la ribellione dei Federici supportati dai Visconti. Nel 1448 il Doge sancisce che Prestine pagherà i tributi separatamente dal resto della Comunità di Valle Camonica.

Nel 1509-1512 i biennesi, spalleggiati dai francesi, effettuarono varie razzie nel territorio di Prestine, colpevole di non appoggiare il regime filo-francese.

Territorio dell’ex comune di Prestine nella provincia di Brescia

Il 7 luglio del 1634 un fenomeno alluvionale del torrente Valle della Valli che attraversa l'abitato, distrusse parte degli edifici ed in particolare la chiesa di S. Apollonio, che verrà successivamente ricostruita in altra sede.

### Unificazione con Bienno
Nel 1927 il comune venne unito a quello di Bienno con regio decreto. Nel 1947 il comune di Prestine fu ripristinato e tornò ad essere un'entità autonoma.
Il 20 dicembre 2015 si è svolto un referendum che ha sancito l'unione dei Comuni di Prestine con Bienno.
Il 19 aprile 2016 il consiglio regionale della Lombardia ha approvato l'unione dei comuni da ufficializzare entro il quindicesimo giorno seguente la pubblicazione in Gazzetta Ufficiale del decreto presidenziale che la delibera. Il 23 aprile 2016 Prestine ha cessato di essere comune ed è divenuto municipio di Bienno.

### Antichi Originari
Gli Antichi Originari erano, al tempo delle vicinie, i capifuoco delle famiglie native del paese: essi erano gli unici che avevano il potere di deliberare nei consigli, mentre i nobili, gli ecclesiastici e gli stranieri (anche se risedenti da diverse generazioni nel paese) ne erano esclusi. I cognomi degli Originari di Prestine, riportati nei registri della vicinia, erano:
- Tottoli
- Trombini

### Feudatari locali
Famiglie che hanno ottenuto l'infeudazione vescovile dell'abitato:

Vecchio stemma comunale

| Famiglia            | Stemma | Periodo  |
| Vicinia di Prestine |        | 1336 - ? |

### Simboli
Il comune di Prestine, dopo il 1947, aveva adottato uno stemma di rosso, alla mucca di razza bruna alpina dal pelame al naturale, addestrata da un agnello rivoltato, dal vello d'argento, ambedue fermi sopra un terreno di verde; l'insieme accompagnato, nel cantone destro del capo, da una spiga d'argento dal gambo reciso e fogliato di verde.

## Monumenti e luoghi d'interesse

### Architetture religiose
Le chiese di Prestine sono:
- Parrocchiale di Sant'Apollonio, del XVII secolo, ampliata nel 1938.
- Santuario della Madonna, costituiva l'antica pieve, all'interno molti ex voto.

## Società

### Evoluzione demografica
Abitanti censiti

### Tradizioni e folclore
Gli scütüm sono nei dialetti camuni dei soprannomi o nomiglioli, a volte personali, altre indicanti tratti caratteristici di una comunità. Quello che contraddistingue gli abitanti di Prestine è Maghènde.
I cognomi Tottoli e Trombini nel 1867 erano registrati solamente a Prestine, e delle 136 famiglie del paese i Tottoli ne rappresentavano un terzo, i Trombini un sesto, mentre un settimo della popolazione aveva cognome Monchieri: da qualche Moncheri dell'epoca discendono probabilmente Aldo e Franco Moncheri, gli ultimi due sindaci di Prestine prima dell'unificazione con Bienno.
- Il 6 gennaio, festa dell'epifania, era consuetudine per la gente di Prestine darsi al gabinót (da tedesco Gaben Nacht, notte dei doni): quando la mattina due persone s'incontravano, il primo che pronunciava la parola aveva diritto di ricevere un piccolo dono.[24]

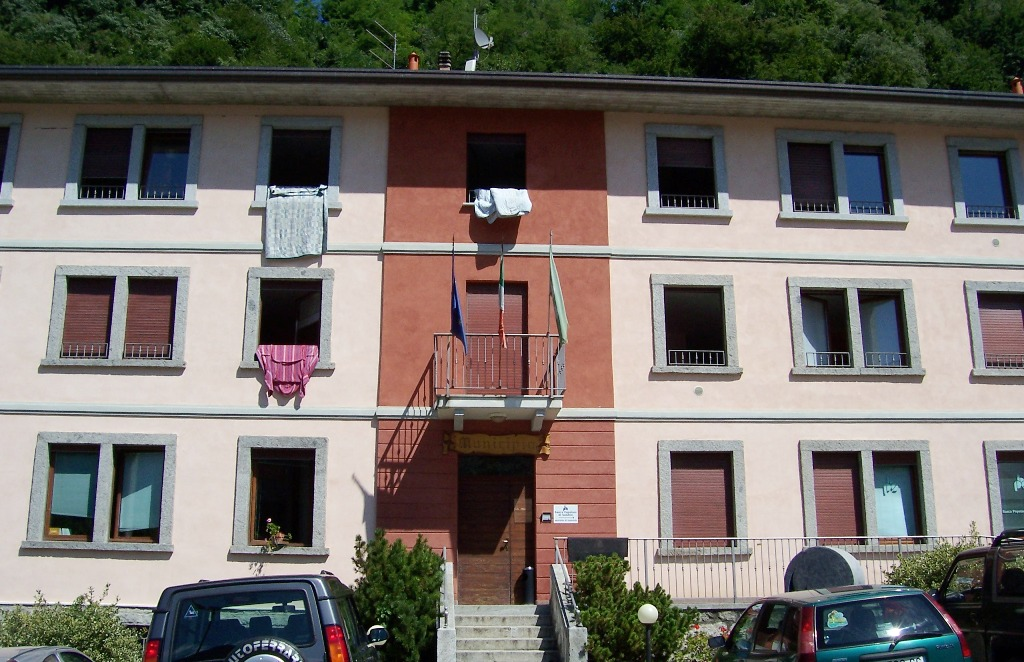
Ex municipio

## Amministrazione
| Periodo        | Periodo        | Primo cittadino  | Partito      | Carica  | Note |
| -------------- | -------------- | ---------------- | ------------ | ------- | ---- |
| 24 aprile 1995 | 14 giugno 2004 | Aldo Monchieri   | lista civica | Sindaco |      |
| 14 giugno 2004 | 23 aprile 2016 | Franco Monchieri | lista civica | Sindaco |      |

Il 23 aprile 2016, in seguito alla fusione con il comune di Bienno, è avvenuta la definitiva decadenza del Sindaco e del Consiglio comunale di Prestine.